# Списък на народните представители в Четиридесетото народно събрание
Това е списък на народните представители в XL народно събрание:
| Име                                   | Парламентарна група | длъжност                                     | период                          |
| ------------------------------------- | ------------------- | -------------------------------------------- | ------------------------------- |
| Георги Георгиев Пирински              |                     | председател на НС                            | 11 юли 2005 – 25 юни 2009       |
| Камелия Методиева Касабова            |                     | зам.-председател на НС                       | 11 юли 2005 – 25 юни 2009       |
| Любен Андонов Корнезов                |                     | зам.-председател на НС                       | 11 юли 2005 – 25 юни 2009       |
| Надежда Николова Михайлова            |                     | зам.-председател на НС                       | 23 юли 2008 – 25 юни 2009       |
| Юнал Саид Лютфи                       |                     | зам.-председател на НС                       | 11 юли 2005 – 25 юни 2009       |
| Анастасия Георгиева Димитрова-Мозер   |                     | зам.-председател на НС на ротационен принцип | 11 юли 2005 – 25 юни 2009       |
| Екатерина Иванова Михайлова           |                     | зам.-председател на НС на ротационен принцип | 11 юли 2005 – 25 юни 2009       |
| Петър Кирилов Берон                   |                     | зам.-председател на НС на ротационен принцип | 11 юли 2005 – 25 юни 2009       |
| Филип Димитров Димитров               |                     | зам.-председател на НС на ротационен принцип | 11 юли 2005 – 10 юли 2008       |
| Александър Владимиров Радославов      |                     | член                                         | 11 юли 2005 – 25 юни 2009       |
| Александър Димитров Паунов            |                     | член                                         | 11 юли 2005 – 25 юни 2009       |
| Александър Манолов Праматарски        |                     | член                                         | 11 юли 2005 – 25 юни 2009       |
| Александър Стоянов Арабаджиев         |                     | член                                         | 11 юли 2005 – 31 декември 2006  |
| Алиосман Ибраим Имамов                |                     | член                                         | 11 юли 2005 – 25 юни 2009       |
| Альоша Маков Даков                    |                     | член                                         | 2 май 2007 – 18 юли 2007        |
| Анастасия Георгиева Димитрова-Мозер   |                     | член                                         | 11 юли 2005 – 11 юли 2005       |
| Ангел Вълчев Тюркеджиев               |                     | член                                         | 11 юли 2005 – 25 юни 2009       |
| Ангел Петров Найденов                 |                     | член                                         | 11 юли 2005 – 25 юни 2009       |
| Андрей Владимиров Баташов             |                     | член                                         | 17 октомври 2007 – 25 юни 2009  |
| Андрей Лазаров Пантев                 |                     | член                                         | 11 юли 2005 – 25 юни 2009       |
| Анелия Йорданова Мингова              |                     | член                                         | 11 юли 2005 – 3 октомври 2007   |
| Анелия Христова Атанасова             |                     | член                                         | 11 юли 2005 – 25 юни 2009       |
| Антонела Ангелова Понева              |                     | член                                         | 11 юли 2005 – 25 юни 2009       |
| Антония Стефанова Първанова           |                     | член                                         | 11 юли 2005 – 25 юни 2009       |
| Апостол Иванов Димитров               |                     | член                                         | 11 юли 2005 – 5 април 2007      |
| Ариф Сами Агуш                        |                     | член                                         | 11 юли 2005 – 25 юни 2009       |
| Асен Димитров Гагаузов                |                     | член                                         | 11 юли 2005 – 16 август 2005    |
| Асен Йорданов Агов                    |                     | член                                         | 11 юли 2005 – 25 юни 2009       |
| Ася Величкова Михайлова               |                     | член                                         | 11 юли 2005 – 25 юни 2009       |
| Атанас Атанасов Папаризов             |                     | член                                         | 11 юли 2005 – 20 май 2007       |
| Атанас Димитров Щерев                 |                     | член                                         | 11 юли 2005 – 25 юни 2009       |
| Атанас Петров Атанасов                |                     | член                                         | 11 юли 2005 – 25 юни 2009       |
| Атанас Тодоров Мерджанов              |                     | член                                         | 11 юли 2005 – 25 юни 2009       |
| Атанаска Михаилова Тенева             |                     | член                                         | 7 юни 2007 – 25 юни 2009        |
| Ахмед Демир Доган                     |                     | член                                         | 11 юли 2005 – 25 юни 2009       |
| Ахмед Юсеин Юсеин                     |                     | член                                         | 11 юли 2005 – 25 юни 2009       |
| Бойко Иванов Ватев                    |                     | член                                         | 11 юли 2005 – 25 юни 2009       |
| Бойко Кирилов Радоев                  |                     | член                                         | 18 август 2005 – 4 април 2007   |
| Бойко Методиев Борисов                |                     | член                                         | 11 юли 2005 – 14 юли 2005       |
| Бойко Николов Боев                    |                     | член                                         | 11 юли 2005 – 25 юни 2009       |
| Бойко Стефанов Великов                |                     | член                                         | 11 юли 2005 – 25 юни 2009       |
| Борис Стефанов Николов                |                     | член                                         | 18 август 2005 – 8 март 2006    |
| Борис Стефанов Николов                |                     | парламентарен секретар                       | 8 март 2006 – 24 април 2008     |
| Борис Стефанов Николов                |                     | парламентарен секретар                       | 29 май 2008 – 25 юни 2009       |
| Борис Стефанов Николов                |                     | член                                         | 7 май 2008 – 29 май 2008        |
| Борис Янков Ячев                      |                     | член                                         | 11 юли 2005 – 25 юни 2009       |
| Борислав Георгиев Владимиров          |                     | член                                         | 11 юли 2005 – 25 юни 2009       |
| Борислав Димитров Китов               |                     | член                                         | 11 юли 2005 – 25 юни 2009       |
| Борислав Иванов Българинов            |                     | член                                         | 11 юли 2005 – 10 юни 2009       |
| Борислав Любенов Великов              |                     | член                                         | 11 юли 2005 – 25 юни 2009       |
| Борислав Николов Ралчев               |                     | член                                         | 11 юли 2005 – 25 юни 2009       |
| Борислав Янчев Ноев                   |                     | член                                         | 11 юли 2005 – 25 юни 2009       |
| Ботьо Илиев Ботев                     |                     | член                                         | 11 юли 2005 – 25 юни 2009       |
| Валентин Николов Милтенов             |                     | член                                         | 11 юли 2005 – 25 юни 2009       |
| Валентина Василева Богданова          |                     | член                                         | 11 юли 2005 – 25 юни 2009       |
| Ваньо Евгениев Шарков                 |                     | член                                         | 11 юли 2005 – 25 юни 2009       |
| Ваню Стефанов Хърков                  |                     | член                                         | 11 юли 2005 – 25 юни 2009       |
| Ваня Крумова Цветкова                 |                     | член                                         | 11 юли 2005 – 25 юни 2009       |
| Васил Димитров Паница                 |                     | член                                         | 11 юли 2005 – 25 юни 2009       |
| Васил Миланов Антонов                 |                     | член                                         | 11 юли 2005 – 25 юни 2009       |
| Васил Минчев Иванов-Лучано            |                     | член                                         | 11 юли 2005 – 25 юни 2009       |
| Васил Тодоров Калинов                 |                     | член                                         | 11 юли 2005 – 27 февруари 2009  |
| Венелин Димитров Узунов               |                     | член                                         | 11 юли 2005 – 25 юни 2009       |
| Венцислав Василев Върбанов            |                     | член                                         | 11 юли 2005 – 25 юни 2009       |
| Весела Атанасова Драганова-Илиева     |                     | член                                         | 11 юли 2005 – 25 юни 2009       |
| Весела Николаева Лечева               |                     | член                                         | 11 юли 2005 – 14 септември 2005 |
| Веселин Витанов Близнаков             |                     | член                                         | 11 юли 2005 – 16 август 2005    |
| Веселин Витанов Близнаков             |                     | член                                         | 24 април 2008 – 25 юни 2009     |
| Веселин Методиев Петров               |                     | член                                         | 11 юли 2005 – 25 юни 2009       |
| Владимир Михайлов Дончев              |                     | член                                         | 11 юли 2005 – 25 юни 2009       |
| Владимир Николов Дамгов               |                     | член                                         | 11 юли 2005 – 20 юни 2006       |
| Владимир Първанов Кузов               |                     | член                                         | 11 юли 2005 – 26 февруари 2009  |
| Волен Николов Сидеров                 |                     | член                                         | 11 юли 2005 – 25 юни 2009       |
| Георги Владимиров Юруков              |                     | член                                         | 11 юли 2005 – 25 юни 2009       |
| Георги Георгиев Пирински              |                     | член                                         | 11 юли 2005 – 11 юли 2005       |
| Георги Данаилов Петърнейчев           |                     | член                                         | 11 юли 2005 – 14 септември 2005 |
| Георги Йорданов Димитров              |                     | член                                         | 11 юли 2005 – 11 юли 2007       |
| Георги Йорданов Димитров              |                     | парламентарен секретар                       | 11 юли 2007 – 25 юни 2009       |
| Георги Миланов Георгиев               |                     | член                                         | 11 юли 2005 – 25 юни 2009       |
| Георги Петков Близнашки               |                     | член                                         | 11 юли 2005 – 25 юни 2009       |
| Георги Петров Петканов                |                     | член                                         | 11 юли 2005 – 16 август 2005    |
| Георги Петров Петканов                |                     | член                                         | 18 юли 2007 – 11 юни 2008       |
| Георги Пинчев Иванов                  |                     | член                                         | 11 юли 2005 – 25 юни 2009       |
| Георги Стоянов Кадиев                 |                     | член                                         | 11 юли 2005 – 8 септември 2005  |
| Георги Тодоров Божинов                |                     | член                                         | 11 юли 2005 – 25 юни 2009       |
| Георги Чавдаров Анастасов             |                     | член                                         | 11 юли 2005 – 25 юни 2009       |
| Гергана Христова Грънчарова           |                     | член                                         | 11 юли 2005 – 11 юли 2005       |
| Гергана Христова Грънчарова Временен  |                     | парламентарен секретар                       | 11 юли 2005 – 8 септември 2005  |
| Даниел Василев Вълчев                 |                     | член                                         | 11 юли 2005 – 16 август 2005    |
| Даринка Христова Станчева             |                     | член                                         | 11 юли 2005 – 25 юни 2009       |
| Даут Идриз Осман                      |                     | член                                         | 11 юли 2005 – 25 юни 2009       |
| Деница Ивайлова Димитрова             |                     | член                                         | 18 август 2005 – 25 юни 2009    |
| Деница Стоилова Гаджева               |                     | член                                         | 30 май 2007 – 25 юни 2009       |
| Десислав Славов Чуколов               |                     | член                                         | 11 юли 2005 – 8 март 2006       |
| Десислав Славов Чуколов               |                     | парламентарен секретар                       | 8 март 2006 – 20 май 2007       |
| Джевдет Ибрям Чакъров                 |                     | член                                         | 11 юли 2005 – 16 август 2005    |
| Диана Атанасова Хитова                |                     | член                                         | 30 май 2007 – 22 май 2009       |
| Димитър Енчев Камбуров                |                     | член                                         | 11 юли 2005 – 25 юни 2009       |
| Димитър Иванов Абаджиев               |                     | член                                         | 11 юли 2005 – 25 юни 2009       |
| Димитър Иванов Димитров               |                     | член                                         | 11 юли 2005 – 25 юни 2009       |
| Димитър Кинов Стоянов                 |                     | член                                         | 11 юли 2005 – 11 юли 2005       |
| Димитър Кинов Стоянов Временен        |                     | парламентарен секретар                       | 11 юли 2005 – 8 март 2006       |
| Димитър Кинов Стоянов                 |                     | член                                         | 8 март 2006 – 20 май 2007       |
| Димитър Николов Гъндев                |                     | член                                         | 11 юли 2005 – 25 юни 2009       |
| Димитър Стоянов Дъбов                 |                     | член                                         | 11 юли 2005 – 25 юни 2009       |
| Димитър Цвятков Йорданов              |                     | член                                         | 11 юли 2005 – 25 юни 2009       |
| Добромир Мартинов Задгорски           |                     | член                                         | 30 май 2007 – 25 юни 2009       |
| Добромир Христов Гущеров              |                     | член                                         | 11 юли 2005 – 25 юни 2009       |
| Долорес Борисова Арсенова             |                     | член                                         | 11 юли 2005 – 25 юни 2009       |
| Донка Иванова Михайлова               |                     | член                                         | 11 юли 2005 – 25 юни 2009       |
| Дончо Стефанов Цончев                 |                     | член                                         | 11 юли 2005 – 25 юни 2009       |
| Евгени Захариев Кирилов               |                     | член                                         | 11 юли 2005 – 20 май 2007       |
| Евгени Стефанов Чачев                 |                     | член                                         | 11 юли 2005 – 25 юни 2009       |
| Евгений Гинев Жеков                   |                     | член                                         | 11 юли 2005 – 25 юни 2009       |
| Евгений Спасов Иванов                 |                     | член                                         | 12 януари 2007 – 22 май 2009    |
| Евгения Тодорова Живкова              |                     | член                                         | 11 юли 2005 – 25 юни 2009       |
| Евдокия Иванова Манева-Бабулкова      |                     | член                                         | 11 юли 2005 – 25 юни 2009       |
| Евтим Костадинов Костадинов           |                     | член                                         | 11 юли 2005 – 5 април 2007      |
| Екатерина Иванова Михайлова           |                     | член                                         | 11 юли 2005 – 11 юли 2005       |
| Елеонора Николаева Николова           |                     | член                                         | 11 юли 2005 – 25 юни 2009       |
| Елиана Стоименова Масева              |                     | член                                         | 11 юли 2005 – 25 юни 2009       |
| Емел Етем Тошкова                     |                     | член                                         | 11 юли 2005 – 16 август 2005    |
| Емил Константинов Георгиев            |                     | член                                         | 11 юли 2005 – 25 юни 2009       |
| Емилия Радкова Масларова              |                     | член                                         | 11 юли 2005 – 16 август 2005    |
| Енчо Вълков Малев                     |                     | член                                         | 11 юли 2005 – 25 юни 2009       |
| Ердинч Илияз Хаджиев                  |                     | член                                         | 18 август 2005 – 24 април 2008  |
| Ердоан Мустафов Ахмедов               |                     | член                                         | 11 юли 2005 – 25 юни 2009       |
| Жори Йорданов Алексиев                |                     | член                                         | 11 юли 2005 – 25 юни 2009       |
| Захари Димитров Георгиев              |                     | член                                         | 11 юли 2005 – 25 юни 2009       |
| Златко Тонев Златев                   |                     | член                                         | 11 юли 2005 – 25 юни 2009       |
| Ива Петрова Станкова                  |                     | член                                         | 11 юли 2005 – 25 юни 2009       |
| Ивайло Георгиев Калфин                |                     | член                                         | 11 юли 2005 – 16 август 2005    |
| Иван Атанасов Колчаков                |                     | член                                         | 11 юли 2005 – 25 юни 2009       |
| Иван Георгиев Иванов                  |                     | член                                         | 30 май 2007 – 25 юни 2009       |
| Иван Георгиев Сотиров                 |                     | член                                         | 11 юли 2005 – 25 юни 2009       |
| Иван Георгиев Стаматов                |                     | член                                         | 11 юли 2005 – 25 юни 2009       |
| Иван Добромиров Гороломов             |                     | член                                         | 18 август 2005 – 25 юни 2009    |
| Иван Желев Илчев                      |                     | парламентарен секретар                       | 8 март 2006 – 25 юни 2009       |
| Иван Желев Илчев                      |                     | член                                         | 9 септември 2005 – 8 март 2006  |
| Иван Йорданов Костов                  |                     | член                                         | 11 юли 2005 – 25 юни 2009       |
| Иван Матеев Иванов                    |                     | член                                         | 18 август 2005 – 18 юли 2007    |
| Иван Матеев Иванов                    |                     | член                                         | 18 юни 2008 – 25 юни 2009       |
| Иван Николаев Иванов                  |                     | член                                         | 11 юли 2005 – 25 юни 2009       |
| Иван Николов Гризанов                 |                     | член                                         | 11 юли 2005 – 25 юни 2009       |
| Иван Петков Даков                     |                     | член                                         | 11 юли 2005 – 25 юни 2009       |
| Иван Славов Иванов                    |                     | член                                         | 11 юли 2005 – 25 юни 2009       |
| Иво Петров Сеферов                    |                     | член                                         | 18 април 2007 – 25 юни 2009     |
| Иво Първанов Атанасов                 |                     | член                                         | 11 юли 2005 – 25 юни 2009       |
| Иглика Димитрова Иванова              |                     | член                                         | 11 юли 2005 – 25 юни 2009       |
| Илиян Вълев Илиев                     |                     | член                                         | 11 юли 2005 – 25 юни 2009       |
| Илияна Малинова Йотова                |                     | член                                         | 18 август 2005 – 20 май 2007    |
| Илкер Ахмедов Мустафов                |                     | член                                         | 11 юли 2005 – 25 юни 2009       |
| Илко Димитров Димитров                |                     | член                                         | 18 август 2005 – 25 юни 2009    |
| Ина Тодорова Найденова                |                     | член                                         | 27 май 2009 – 25 юни 2009       |
| Йовко Христов Йовков                  |                     | член                                         | 11 юли 2005 – 2 юли 2008        |
| Йордан Димитров Костадинов            |                     | член                                         | 11 юли 2005 – 25 юни 2009       |
| Йордан Иванов Бакалов                 |                     | член                                         | 11 юли 2005 – 25 юни 2009       |
| Йордан Кирилов Цонев                  |                     | член                                         | 11 юли 2005 – 25 юни 2009       |
| Йордан Мирчев Митев                   |                     | член                                         | 11 юли 2005 – 25 юни 2009       |
| Йордан Петков Йорданов                |                     | член                                         | 5 юли 2006 – 25 юни 2009        |
| Йордан Петров Борисов                 |                     | член                                         | 11 юни 2009 – 25 юни 2009       |
| Йордан Петров Величков                |                     | член                                         | 11 юли 2005 – 25 юни 2009       |
| Камелия Методиева Касабова            |                     | член                                         | 11 юли 2005 – 11 юли 2005       |
| Камен Костов Костадинов               |                     | член                                         | 11 юли 2005 – 25 юни 2009       |
| Касим Исмаил Дал                      |                     | член                                         | 11 юли 2005 – 25 юни 2009       |
| Кирил Николаев Добрев                 |                     | член                                         | 11 юли 2005 – 25 юни 2009       |
| Константин Стефанов Димитров          |                     | член                                         | 11 юли 2005 – 25 юни 2009       |
| Коста Димитров Цонев                  |                     | член                                         | 11 юли 2005 – 25 юни 2009       |
| Костадин Александров Кобаков          |                     | член                                         | 16 септември 2005 – 25 юни 2009 |
| Костадин Стоянов Паскалев             |                     | член                                         | 11 юли 2005 – 14 ноември 2007   |
| Красимир Дончев Каракачанов           |                     | член                                         | 11 юли 2005 – 25 юни 2009       |
| Кристиан Иванов Вигенин               |                     | член                                         | 11 юли 2005 – 11 юли 2005       |
| Кристиан Иванов Вигенин Временен      |                     | парламентарен секретар                       | 11 юли 2005 – 8 март 2006       |
| Кристиан Иванов Вигенин               |                     | член                                         | 8 март 2006 – 20 май 2007       |
| Кръстанка Атанасова Шаклиян           |                     | член                                         | 11 юли 2005 – 25 юни 2009       |
| Лидия Сантова Шулева                  |                     | член                                         | 11 юли 2005 – 25 юни 2009       |
| Лъчезар Благовестов Тошев             |                     | член                                         | 18 юли 2008 – 25 юни 2009       |
| Лъчезар Богомилов Иванов              |                     | член                                         | 11 юли 2005 – 25 юни 2009       |
| Любен Андонов Корнезов                |                     | член                                         | 11 юли 2005 – 11 юли 2005       |
| Любен Любенов Дилов                   |                     | член                                         | 11 юли 2005 – 25 юни 2009       |
| Любомир Пенчев Пантелеев              |                     | член                                         | 11 юли 2005 – 8 септември 2005  |
| Лютви Ахмед Местан                    |                     | член                                         | 11 юли 2005 – 25 юни 2009       |
| Маргарита Василева Кънева             |                     | член                                         | 11 юли 2005 – 25 юни 2009       |
| Маргарита Спасова Панева              |                     | член                                         | 11 юли 2005 – 25 юни 2009       |
| Мариана Йонкова Костадинова           |                     | член                                         | 11 юли 2005 – 22 май 2009       |
| Марин Йорданов Маринов                |                     | член                                         | 19 март 2009 – 25 юни 2009      |
| Марина Борисова Дикова                |                     | член                                         | 21 юли 2005 – 25 юни 2009       |
| Марио Иванов Тагарински               |                     | член                                         | 11 юли 2005 – 25 юни 2009       |
| Мария Василева Капон                  |                     | член                                         | 11 юли 2005 – 25 юни 2009       |
| Мария Иванова Ангелиева-Колева        |                     | член                                         | 11 юли 2005 – 25 юни 2009       |
| Мария Радославова Стоянова            |                     | член                                         | 27 май 2009 – 25 юни 2009       |
| Мария Станчева Вълканова              |                     | член                                         | 11 юли 2005 – 25 юни 2009       |
| Марко Николов Мечев                   |                     | член                                         | 11 юли 2005 – 25 юни 2009       |
| Мартин Димитров Димитров              |                     | член                                         | 11 юли 2005 – 11 юли 2005       |
| Мартин Димитров Димитров Временен     |                     | парламентарен секретар                       | 11 юли 2005 – 8 март 2006       |
| Мартин Димитров Димитров              |                     | член                                         | 8 март 2006 – 25 юни 2009       |
| Маруся Иванова Любчева                |                     | член                                         | 18 август 2005 – 20 май 2007    |
| Мая Божидарова Манолова               |                     | член                                         | 11 юли 2005 – 25 юни 2009       |
| Меглена Щилиянова Кунева              |                     | член                                         | 11 юли 2005 – 16 август 2005    |
| Метин Мехмедов Сюлейманов             |                     | член                                         | 11 юли 2005 – 11 юли 2005       |
| Метин Мехмедов Сюлейманов Временен    |                     | парламентарен секретар                       | 11 юли 2005 – 8 март 2006       |
| Метин Мехмедов Сюлейманов             |                     | парламентарен секретар                       | 8 март 2006 – 25 юни 2009       |
| Милен Емилов Велчев                   |                     | член                                         | 11 юли 2005 – 25 юни 2009       |
| Мима Тодорова Василева                |                     | член                                         | 18 август 2005 – 25 юни 2009    |
| Минка Стоянова Русева                 |                     | член                                         | 20 ноември 2007 – 25 юни 2009   |
| Минчо Викторов Спасов                 |                     | член                                         | 11 юли 2005 – 25 юни 2009       |
| Минчо Христов Куминев                 |                     | член                                         | 11 юли 2005 – 25 юни 2009       |
| Мирослав Димитров Мурджов             |                     | член                                         | 11 юли 2005 – 11 юли 2005       |
| Мирослав Димитров Мурджов Временен    |                     | парламентарен секретар                       | 11 юли 2005 – 8 март 2006       |
| Мирослав Димитров Мурджов             |                     | парламентарен секретар                       | 8 март 2006 – 25 юни 2009       |
| Мирослава Малинова Митова-Мирославова |                     | член                                         | 12 юни 2009 – 25 юни 2009       |
| Митко Иванов Димитров                 |                     | член                                         | 11 юли 2005 – 25 юни 2009       |
| Митхат Сабри Метин                    |                     | член                                         | 11 юли 2005 – 11 юли 2005       |
| Митхат Сабри Метин Временен           |                     | парламентарен секретар                       | 11 юли 2005 – 8 март 2006       |
| Митхат Сабри Метин                    |                     | парламентарен секретар                       | 8 март 2006 – 25 юни 2009       |
| Михаил Райков Миков                   |                     | член                                         | 11 юли 2005 – 24 април 2008     |
| Младен Петров Червеняков              |                     | член                                         | 11 юли 2005 – 25 юни 2009       |
| Муса Джемал Палев                     |                     | член                                         | 9 септември 2005 – 25 юни 2009  |
| Надежда Николова Михайлова            |                     | член                                         | 11 юли 2005 – 23 юли 2008       |
| Надка Балева Янкова                   |                     | член                                         | 16 септември 2005 – 25 юни 2009 |
| Надя Антонова Кочева                  |                     | член                                         | 11 юли 2005 – 22 май 2009       |
| Надя Димитрова Иванова                |                     | член                                         | 11 март 2009 – 25 юни 2009      |
| Нахит Джевдет Зия                     |                     | член                                         | 11 юли 2005 – 8 септември 2005  |
| Неджми Ниязи Али                      |                     | член                                         | 11 юли 2005 – 25 юни 2009       |
| Ненко Викторов Темелков               |                     | член                                         | 11 юли 2005 – 22 май 2009       |
| Нено Ненов Димов                      |                     | член                                         | 11 юли 2005 – 25 юни 2009       |
| Несрин Мустафа Узун                   |                     | член                                         | 11 юли 2005 – 25 юни 2009       |
| Нигяр Сахлим Джафер                   |                     | член                                         | 18 август 2005 – 25 юни 2009    |
| Никола Гочев Проданов                 |                     | член                                         | 17 декември 2007 – 25 юни 2009  |
| Николай Аврамов Свинаров              |                     | член                                         | 11 юли 2005 – 25 юни 2009       |
| Николай Боянов Михайлов               |                     | член                                         | 11 юли 2005 – 25 юни 2009       |
| Николай Василев Василев               |                     | член                                         | 11 юли 2005 – 16 август 2005    |
| Николай Георгиев Григоров             |                     | член                                         | 10 юли 2008 – 25 юни 2009       |
| Николай Георгиев Камов                |                     | член                                         | 11 юли 2005 – 25 юни 2009       |
| Николай Петров Кънчев                 |                     | член                                         | 11 юли 2005 – 25 юни 2009       |
| Николай Симеонов Малинов              |                     | член                                         | 27 май 2009 – 25 юни 2009       |
| Нина Стефанова Чилова                 |                     | член                                         | 11 юли 2005 – 8 март 2006       |
| Нина Стефанова Чилова                 |                     | парламентарен секретар                       | 8 март 2006 – 25 юни 2009       |
| Нихат Тахир Кабил                     |                     | член                                         | 11 юли 2005 – 16 август 2005    |
| Нихат Тахир Кабил                     |                     | член                                         | 24 април 2008 – 25 юни 2009     |
| Огнян Стефанов Герджиков              |                     | член                                         | 11 юли 2005 – 25 юни 2009       |
| Олег Григоров Попов                   |                     | член                                         | 11 юли 2005 – 25 юни 2009       |
| Олимпи Стоянов Кътев                  |                     | член                                         | 11 юли 2005 – 25 юни 2009       |
| Павел Димитров Шопов                  |                     | член                                         | 11 юли 2005 – 25 юни 2009       |
| Павел Михайлов Чернев                 |                     | член                                         | 11 юли 2005 – 25 юни 2009       |
| Пенко Атанасов Атанасов               |                     | парламентарен секретар                       | 8 март 2006 – 25 юни 2009       |
| Пенко Атанасов Атанасов               |                     | член                                         | 9 септември 2005 – 8 март 2006  |
| Петър Александров Симеонов            |                     | член                                         | 18 август 2005 – 24 април 2008  |
| Петър Василев Мутафчиев               |                     | член                                         | 11 юли 2005 – 16 август 2005    |
| Петър Владимиров Димитров             |                     | член                                         | 11 юли 2005 – 18 юли 2007       |
| Петър Георгиев Кънев                  |                     | член                                         | 11 юли 2005 – 25 юни 2009       |
| Петър Георгиев Мръцков                |                     | член                                         | 11 юли 2005 – 25 юни 2009       |
| Петър Димитров Попов                  |                     | член                                         | 26 септември 2007 – 25 юни 2009 |
| Петър Кирилов Берон                   |                     | член                                         | 11 юли 2005 – 11 юли 2005       |
| Петър Станиславов Манолов             |                     | член                                         | 11 юли 2005 – 25 юни 2009       |
| Петър Стефанов Стоянов                |                     | член                                         | 11 юли 2005 – 14 септември 2007 |
| Петя Илиева Гегова                    |                     | член                                         | 11 юли 2005 – 8 март 2006       |
| Петя Илиева Гегова                    |                     | парламентарен секретар                       | 8 март 2006 – 19 септември 2007 |
| Петя Илиева Гегова                    |                     | член                                         | 19 септември 2007 – 25 юни 2009 |
| Пламен Александров Панайотов          |                     | член                                         | 11 юли 2005 – 25 юни 2009       |
| Пламен Василев Славов                 |                     | член                                         | 18 август 2005 – 25 юни 2009    |
| Пламен Георгиев Ранчев                |                     | член                                         | 18 август 2005 – 25 юни 2009    |
| Пламен Неделчев Моллов                |                     | член                                         | 11 юли 2005 – 25 юни 2009       |
| Радослав Георгиев Илиевски            |                     | член                                         | 11 юли 2005 – 25 юни 2009       |
| Радослав Ненков Гайдарски             |                     | член                                         | 11 юли 2005 – 16 август 2005    |
| Радослав Ненков Гайдарски             |                     | член                                         | 24 април 2008 – 25 юни 2009     |
| Радослав Теодоров Иванов              |                     | член                                         | 31 май 2007 – 25 юни 2009       |
| Райна Господинова Йовчева             |                     | член                                         | 11 юли 2005 – 11 юли 2005       |
| Райна Господинова Йовчева Временен    |                     | парламентарен секретар                       | 11 юли 2005 – 8 септември 2005  |
| Рамадан Байрам Аталай                 |                     | член                                         | 11 юли 2005 – 25 юни 2009       |
| Рейхан Ибадула Аблеким                |                     | член                                         | 11 юли 2005 – 25 юни 2009       |
| Ремзи Дурмуш Осман                    |                     | член                                         | 11 юли 2005 – 25 юни 2009       |
| Росен Златанов Владимиров             |                     | член                                         | 11 юли 2005 – 25 юни 2009       |
| Росица Йорданова Янакиева-Костадинова |                     | член                                         | 11 юли 2005 – 9 ноември 2007    |
| Руденко Радев Йорданов                |                     | член                                         | 18 август 2005 – 25 юни 2009    |
| Румен Асенов Ангелов                  |                     | член                                         | 11 юли 2005 – 25 юни 2009       |
| Румен Иванов Такоров                  |                     | член                                         | 11 юли 2005 – 25 юни 2009       |
| Румен Йорданов Петков                 |                     | член                                         | 11 юли 2005 – 16 август 2005    |
| Румен Йорданов Петков                 |                     | член                                         | 24 април 2008 – 25 юни 2009     |
| Румен Стоянов Овчаров                 |                     | член                                         | 11 юли 2005 – 16 август 2005    |
| Румен Стоянов Овчаров                 |                     | член                                         | 18 юли 2007 – 25 юни 2009       |
| Рупен Оханес Крикорян                 |                     | член                                         | 9 септември 2005 – 25 юни 2009  |
| Светослав Иванов Спасов               |                     | член                                         | 11 юли 2005 – 11 юли 2005       |
| Светослав Иванов Спасов Временен      |                     | парламентарен секретар                       | 11 юли 2005 – 8 март 2006       |
| Светослав Иванов Спасов               |                     | парламентарен секретар                       | 8 март 2006 – 25 юни 2009       |
| Светослав Христов Малинов             |                     | член                                         | 11 юли 2005 – 11 юли 2005       |
| Светослав Христов Малинов Временен    |                     | парламентарен секретар                       | 11 юли 2005 – 8 март 2006       |
| Светослав Христов Малинов             |                     | парламентарен секретар                       | 8 март 2006 – 25 юни 2009       |
| Сергей Дмитриевич Станишев            |                     | член                                         | 11 юли 2005 – 16 август 2005    |
| Силвия Николаева Алексиева            |                     | член                                         | 11 юли 2005 – 25 юни 2009       |
| Силвия Тодорова Стойчева              |                     | член                                         | 11 юли 2005 – 11 юли 2005       |
| Силвия Тодорова Стойчева Временен     |                     | парламентарен секретар                       | 11 юли 2005 – 8 март 2006       |
| Силвия Тодорова Стойчева              |                     | парламентарен секретар                       | 8 март 2006 – 25 юни 2009       |
| Симеон Василев Симеонов               |                     | член                                         | 20 ноември 2007 – 25 юни 2009   |
| Сияна Атанасова Фудулова              |                     | член                                         | 18 април 2007 – 25 юни 2009     |
| Снежана Великова Гроздилова           |                     | член                                         | 11 юли 2005 – 25 юни 2009       |
| Соломон Исак Паси                     |                     | член                                         | 11 юли 2005 – 25 юни 2009       |
| Станимир Янков Илчев                  |                     | член                                         | 11 юли 2005 – 25 юни 2009       |
| Станислав Тодоров Станилов            |                     | член                                         | 11 юли 2005 – 25 юни 2009       |
| Станка Панайотова Маринчева           |                     | член                                         | 24 юли 2007 – 25 юни 2009       |
| Станчо Николов Тодоров                |                     | член                                         | 11 юли 2005 – 8 март 2006       |
| Станчо Николов Тодоров                |                     | парламентарен секретар                       | 8 март 2006 – 25 юни 2009       |
| Стела Димитрова Ангелова-Банкова      |                     | член                                         | 11 юли 2005 – 25 юни 2009       |
| Стефан Антонов Софиянски              |                     | член                                         | 11 юли 2005 – 25 юни 2009       |
| Стефан Ламбов Данаилов                |                     | член                                         | 11 юли 2005 – 16 август 2005    |
| Стойко Илиев Танков                   |                     | член                                         | 9 септември 2005 – 25 юни 2009  |
| Стоян Витанов Витанов                 |                     | член                                         | 11 юли 2005 – 25 юни 2009       |
| Стоян Проданов Иванов                 |                     | член                                         | 11 юли 2005 – 25 юни 2009       |
| Съби Давидов Събев                    |                     | член                                         | 20 ноември 2007 – 25 юни 2009   |
| Татяна Дончева Тотева                 |                     | член                                         | 11 юли 2005 – 25 юни 2009       |
| Татяна Стоянова Калканова             |                     | член                                         | 11 юли 2005 – 19 септември 2007 |
| Татяна Стоянова Калканова             |                     | парламентарен секретар                       | 19 септември 2007 – 25 юни 2009 |
| Теодора Георгиева Якимова-Дренска     |                     | член                                         | 11 юли 2005 – 25 юни 2009       |
| Тодор Михайлов Кумчев                 |                     | член                                         | 11 юли 2005 – 25 юни 2009       |
| Тодор Найденов Костурски              |                     | член                                         | 11 юли 2005 – 14 ноември 2007   |
| Тодор Николов Батилов                 |                     | член                                         | 11 юли 2005 – 25 юни 2009       |
| Тома Янков Томов                      |                     | член                                         | 11 юли 2005 – 25 юни 2009       |
| Трифон Димитров Митев                 |                     | член                                         | 11 юли 2005 – 25 юни 2009       |
| Фатме Муса Илияз                      |                     | член                                         | 11 юли 2005 – 25 юни 2009       |
| Фидел Димитров Беев                   |                     | член                                         | 11 юли 2005 – 25 юни 2009       |
| Фикрет Хюдаетов Шабанов               |                     | член                                         | 11 юли 2005 – 25 юни 2009       |
| Филиз Хакъева Хюсменова               |                     | член                                         | 11 юли 2005 – 20 май 2007       |
| Филип Димитров Димитров               |                     | член                                         | 11 юли 2005 – 11 юли 2005       |
| Хасан Ахмед Адемов                    |                     | член                                         | 11 юли 2005 – 25 юни 2009       |
| Христина Христова Велчева             |                     | член                                         | 11 юли 2005 – 25 юни 2009       |
| Христо Боянов Величков                |                     | член                                         | 11 юли 2005 – 25 юни 2009       |
| Христо Дамянов Бисеров                |                     | член                                         | 11 юли 2005 – 25 юни 2009       |
| Христо Йорданов Кирчев                |                     | член                                         | 11 юли 2005 – 25 юни 2009       |
| Христо Кирилов Попов                  |                     | член                                         | 30 май 2007 – 25 юни 2009       |
| Христо Любенов Георгиев               |                     | член                                         | 27 май 2009 – 25 юни 2009       |
| Хюсеин Муталиб Хамди                  |                     | член                                         | 30 май 2007 – 25 юни 2009       |
| Четин Хюсеин Казак                    |                     | член                                         | 11 юли 2005 – 25 юни 2009       |
| Юксел Али Хатиб                       |                     | член                                         | 11 юли 2005 – 25 юни 2009       |
| Юнал Саид Лютфи                       |                     | член                                         | 11 юли 2005 – 11 юли 2005       |
| Юнал Тасим Тасим                      |                     | член                                         | 11 юли 2005 – 25 юни 2009       |
| Юсеин Аптула Джемил                   |                     | член                                         | 18 август 2005 – 25 юни 2009    |
| Янаки Боянов Стоилов                  |                     | член                                         | 11 юли 2005 – 25 юни 2009       |
| Яне Георгиев Янев                     |                     | член                                         | 11 юли 2005 – 25 юни 2009       |
| Яни Димитров Янев                     |                     | член                                         | 11 юли 2005 – 25 юни 2009       |
| Янко Александров Янков                |                     | член                                         | 11 юли 2005 – 25 юни 2009       |
| Ясен Георгиев Янев                    |                     | член                                         | 18 август 2005 – 24 април 2008  |
| Ясен Димитров Попвасилев              |                     | член                                         | 11 юли 2005 – 8 март 2006       |
| Ясен Димитров Попвасилев              |                     | парламентарен секретар                       | 8 март 2006 – 25 юни 2009       |
| Ясен Стоянов Пенчев                   |                     | член                                         | 11 юли 2005 – 11 декември 2007  |